# Чернышёв, Виталий Сергеевич
Виталий Сергеевич Чернышёв (18 июня 1981, Петрозаводск, СССР) — российский и белорусский биатлонист, участник Кубка мира, серебряный призёр чемпионата Европы (2003), чемпион всемирной Универсиады (2005), чемпион мира и четырёхкратный чемпион Европы среди юниоров. Мастер спорта России международного класса.

## Биография
Воспитанник РСДЮСШОР Республики Карелия (Петрозаводск). Тренеры — В. П. Богданова и С. И. Богданов, также тренировался в Екатеринбурге у А. А. Растопина. Представлял спортивное общество «Динамо», Свердловскую область и Республику Карелия, а в сезоне 2006/07 — Белоруссию.

### Юниорская карьера
Победитель Европейских юношеских игр 1999 и 2000 годов.
На юниорском чемпионате Европы 2000 года в Закопане выиграл золотые медали в эстафете в составе сборной России и стал третьим в индивидуальной гонке. На чемпионате мира того же года в Хохфильцене стартовал только в индивидуальной гонке и занял 42-е место.
В 2001 году выиграл три золотые медали юниорского чемпионата Европы в От-Морьенне, в эстафете, спринте и гонке преследования, а также стал бронзовым призёром в индивидуальной гонке. На чемпионате мира среди юниоров в Ханты-Мансийске выиграл индивидуальную гонку и стал вторым в эстафете, а в спринте и гонке преследования занимал седьмые места.

### Взрослая карьера
Участвовал в чемпионате Европы 2002 года в Контиолахти и в 2003 году в Валь-Риданна. В личных видах не попадал в топ-10, а в эстафете в 2003 году стал серебряным призёром.
Участвовал в гонках Кубка Европы с сезона 2003/04 (не считая чемпионата Европы, который тоже входил в зачёт Кубка). Лучший результат показал в сезоне 2004/05 — третье место в индивидуальной гонке на этапе в Обертиллиахе.
В 2005 году стал победителем всемирной Универсиады в Инсбруке в эстафете в составе сборной России.
На чемпионатах России дважды (2003 и 2005) выигрывал серебряные медали в эстафетах.
В сезоне 2006/07 перешёл в сборную Белоруссии. Стартовал в пяти гонках Кубка мира, из них в двух не дошёл до финиша. Лучшим результатом стало 69-е место в спринте на этапе в Хохфильцене. По окончании сезона вернулся в Россию и завершил спортивную карьеру.